# Psalm 139

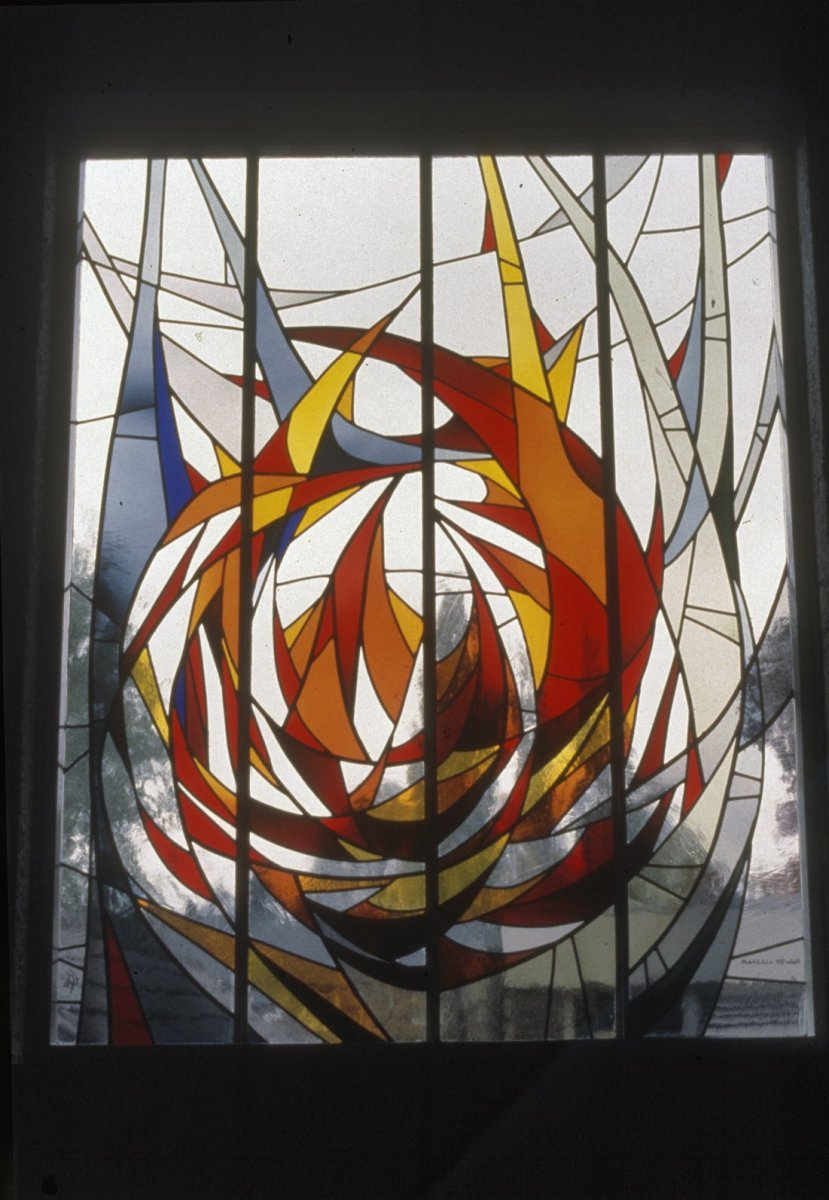
„Psalm 139“ als Glasmalerei: Mittleres der Serie von 3 Fenstern des bildenden Künstlers Ted Felen, 1983, in der Innenkapelle im Altenheim 't Höfke in Beek (Berg en Dal) (Niederlande)

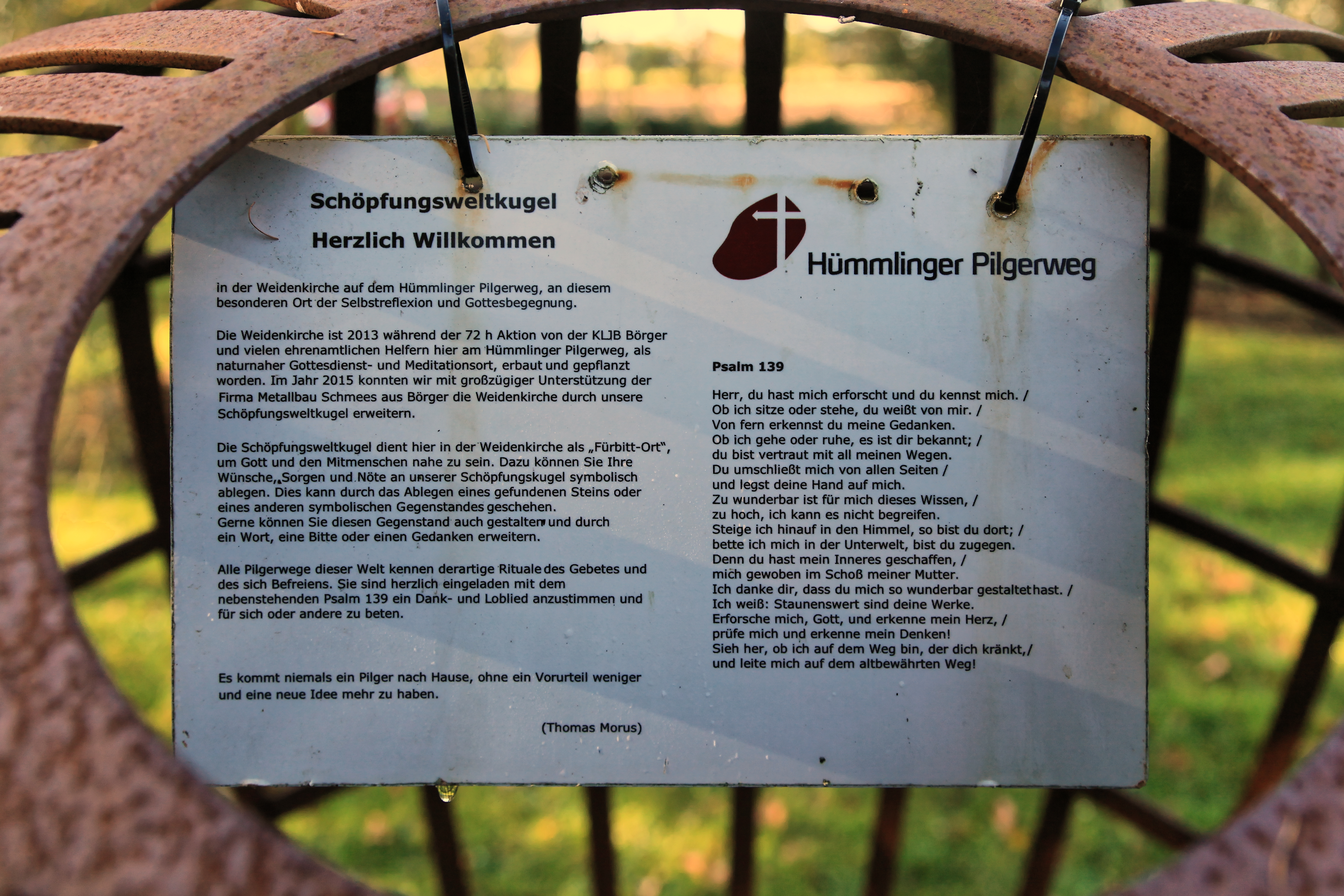
Psalm 139 an einer Station eines Pilgerweges

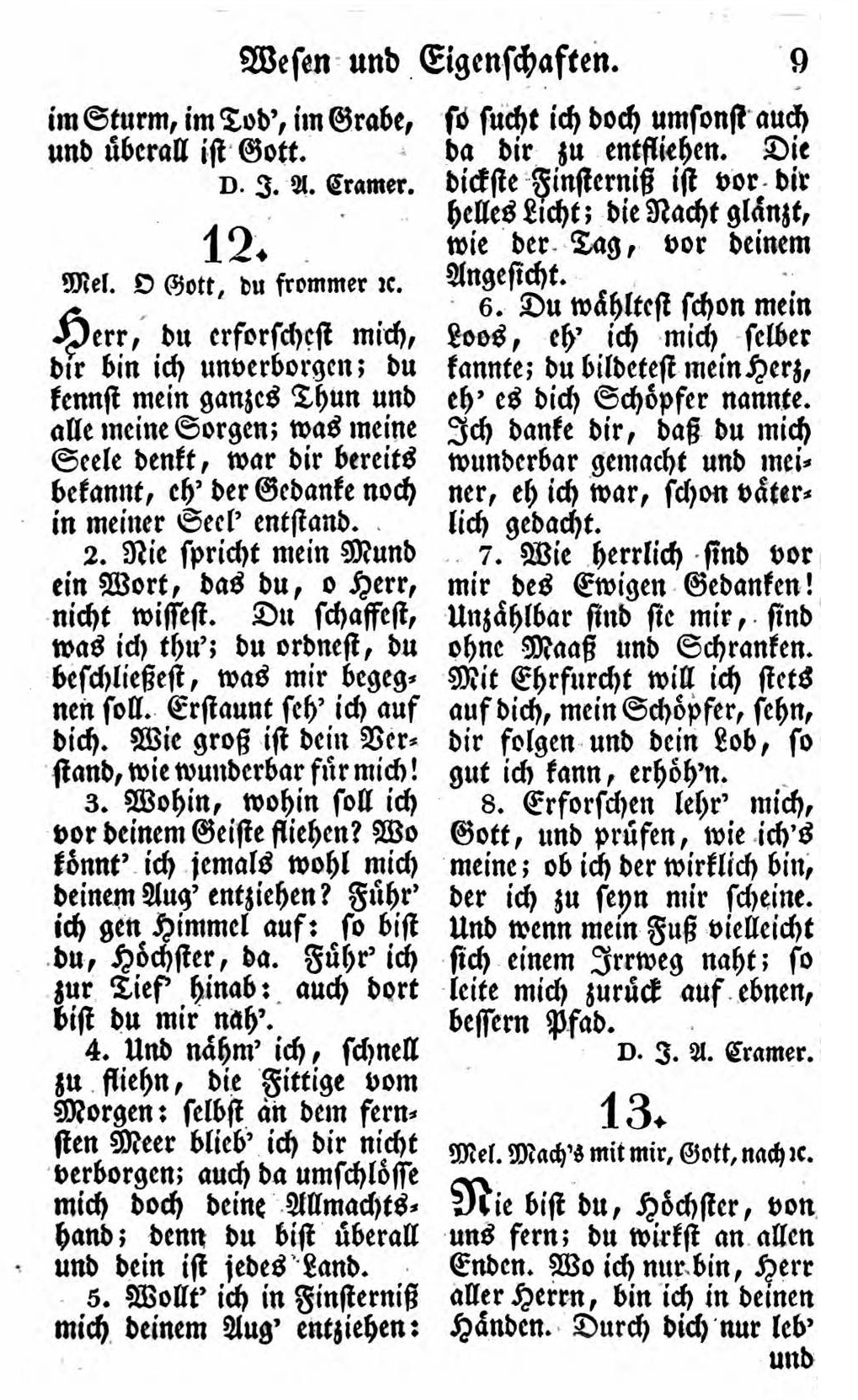
Psalm 139 in einer Nachdichtung von Johann Andreas Cramer

Psalm 139 (Psalm 138 nach der Zählung der Septuaginta und Vulgata) ist ein Psalm aus dem biblischen Buch der Psalmen. Er ist wegen seiner ausdrucksstarken und poetischen Bilder bekannt geworden und wurde vielfach vertont. Der erste Vers schreibt den Psalm dem israelitischen König David zu.

## Stellung im Psalter und historische Einordnung
Psalm 139  gehört zu einer Gruppe von acht so genannten „Davidpsalmen“ (Ps 138–145) innerhalb des 5. Buches der Psalmensammlung. Die Davidpsalmen (vgl. auch die weitere Sammlung Ps 3–41) zeichnen sich durch die gleiche Zuschreibung לְדָוִד (leDavid) in Vers 1 aus. Der Ausdruck wird traditionell als Angabe einer Urheberschaft („le auctoris“) verstanden und als „von David“ übersetzt. Die Präposition le kann aber auch „für“ oder „über“ bedeuten und bezeichnet dann die messianische Bedeutung des Psalms für das jüdische Volk. In der historisch-kritischen Exegese wird eine Autorschaft Davids für Ps 139 weitgehend ausgeschlossen und eine späte Entstehungszeit im weisheitlichen Umfeld des Judentums angenommen. Damit wird der Text nicht vor dem 5. Jahrhundert v. Chr. entstanden sein.

## Inhalt
Der Psalm beschreibt, wie nahe Gott den Menschen von Anfang an war. Er entwickelt eine Schöpfungstheologie, die ihn nicht nur als Schöpfer der Welt als Ganzes oder als Prozess, sondern jeder Person erscheinen lässt. Demnach ist Gott es, der einen Menschen im Mutterleib gebildet hat. Gott erscheint als der Allwissende und Allgegenwärtige, der aber jeden einzelnen kennt und als wunderbar bejaht.
Dieser Psalm ist Gott-zentriert und nicht Mensch-zentriert. Gott erscheint als der allwissende (Verse 1–4), der unfassbar, allgegenwärtig-überräumliche (Verse 5–12) allmächtige Schöpfer (Verse 13–18). Er endet mit der völligen Abkehr Davids von allem Gottlosen und der völligen Hingabe an Gott im Vertrauen auf dessen Fähigkeit, ihn bis in die Ewigkeit hinein zu leiten (Vers 19–24).
Vor allem Vers 5 (Von allen Seiten umgibst du mich, und hältst deine Hand über mir.) und Vers 9 bis 11 (Nähme ich Flügel der Morgenröte und bliebe am äußersten Meer, so würde auch dort deine Hand mich führen und deine Rechte mich halten.) sind beliebte Taufsprüche, weil sie dem Täufling Schutz und Halt zusprechen.
Der Psalm wird oft auf das Big-Father-Motiv (siehe Gottesbild) reduziert, das in einem nächsten Schritt entweder positiv als Big Father Takes Care oder negativ als Big Father is watching us interpretiert wird.

## Rezeption

### Bearbeitungen
Heinrich Vogtherr der Ältere schuf 1527 die Nachdichtung „Domine probasti me, Herr gott der du erforschest mich“.

### Vertonungen

#### Gregorianischer Choral
- Der gregorianische Introitus des Ostersonntags Resurrexi

#### Kompositionen
- Samuel Voelckel (1564–1621), Motette „Domine, probasti me“, (1617).
- Johann Rosenmüller (1619–1684) Domine probasti me.
- Heinrich Ignaz Franz Biber (1644–1704), Domine Probasti me in F-Dur [C. 37]
- Johann David Heinichen (1683–1729) Domine probasti me e-Moll (1726)
- Georg Philipp Telemann (1681–1767): Rezitativ: Nein wenn ich gleich der Morgenröte Flügel nähme und bis ans Äußerste des wilden Meeres käme…, in: Gott will Mensch und sterblich werden, Kantate, TWV 1:694
- Johann Sebastian Bach (1685–1750): Erforsche mich, Gott, und erfahre mein Herz, Kantate am achten Sonntag nach Trinitatis (BWV 136)
- Paul Blumenthal (1843–1930): Psalm 139 (Vers 23 und 24)
- Johann Nepomuk David (1895–1977): Psalm 139 („Herr, du erforschest mich“) für gemischten Chor
- Ernst Pepping (1901–1981): Der 139. Psalm („Herr, du erforschest mich“) für Alt-Solo, 4-stimmigen gemischten Chor und Orchester
- Franz Koglmann (* 1947): 139. Psalm für Mezzosopran, Trompete, Posaune und Tuba
- David Evan Thomas (* 1958): The Wings of the Morning (“O Lord, thou hast searched me”; 2003) for medium voice and piano. Text: englisch in der King James Version
- Rudi Spring (* 1962): Psalm 139 (op. 68c; 1997) für Alt, gemischten Unisono-Chor und Orgel. Text: deutsch von Martin Buber
- Tore Wilhelm Aas (* 1957): Your love (Album „Get together“, Oslo Gospel Choir) 4-stimmig für Gospelchor. Text: deutsch von Mary B. Wenger / Stephanie B. Klein Deine Liebe

#### Kirchenlieder
- Eugen Eckert (* 1954): Ob ich sitze oder stehe; Musik: Torsten Hampel, im Gesangbuch Wo wir dich loben, wachsen neue Lieder – plus, Nr. 186

Das Vulgata-Incipit „Domine, probasti me“ war ferner die Devise des Ordens vom Gelben Band.